# Діалекти болгарської мови

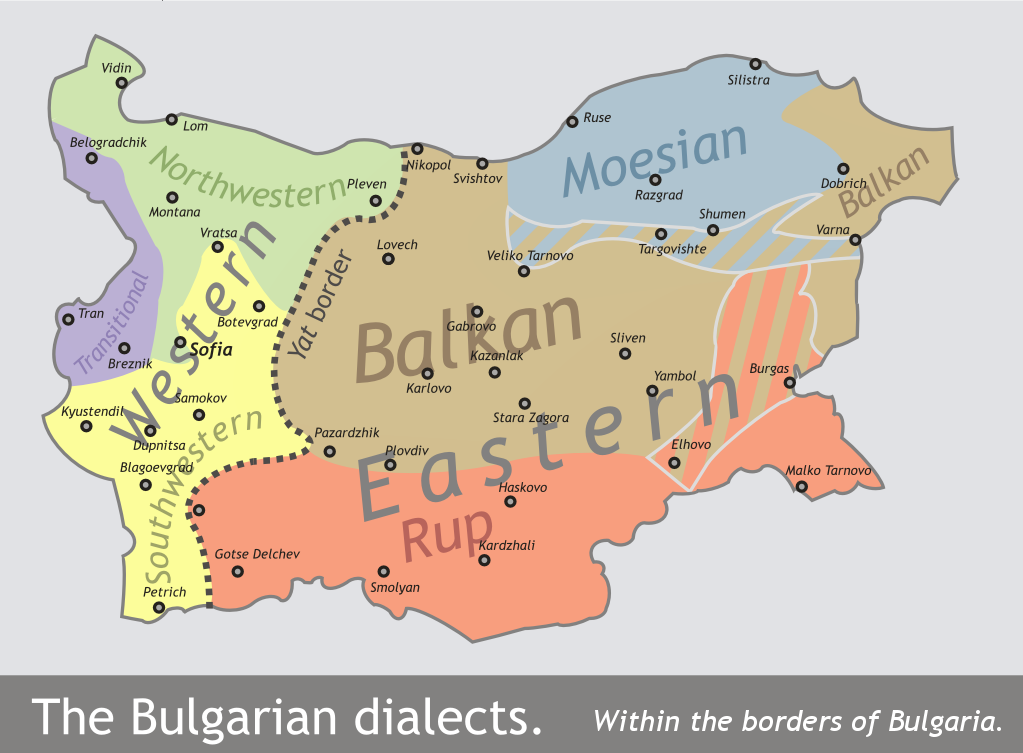
Розповсюдження болгарських діалектів на території Болгарії

Діалекти болгарської мови (болгарські діалекти, болгарські говірки) — регіональні різновиди болгарської мови.

## Загальні відомості
Болгарська діалектологія як наукова галузь студіює болгарські діалекти, починаючи з 30-х років XIX століття. Ці студії започаткував Неофіт Рильський своєю розвідкою Болгарска граматика (вийшла друком 1835 року в Крагуєваці). Іншими помітними дослідниками болгарських діалектів були Марин Дринов, Константин Іречек, Любомир Мілетич, Александр Теодоров-Балан, Стойко Стойков.
Болгарські діалекти є частиною південнослов'янського діалектного континууму, на заході вони пов'язані із сербськими діалектами, на півдні межують з албанськими, грецькими, турецькими, на півночі — з румунськими.
Македонські діалекти традиційно класифікували як різновид (конкретний прояв) болгарських діалектів. З другої половини ХХ століття лінгвісти сприймають македонські діалекти як частину окремої македонської мови, ідучи за логікою кодифікації македонської літературної мови в межах Македонії.
Основною ізоглосою, котра розділяє болгарські діалекти на східні та західні, є так звана Ятева межа. Ця межа маркує відмінні рефлекси (зміни) давньоболгарського звука ять (ѣ, в українській мові перейшов у звук /і/), що вимовляються або як /я, ʲa/ чи /е, ɛ/ на захід від лінії (бял /бјал/, але множина бели) або чітко як /е, ɛ/ на схід від неї (бел, мн. бели).

## Діалекти (говори)
- Східні болгарські говори (на схід від ятевої межі)
  - Мізійські говори
  - Балканські говори
  - Рупські (південно-східні) говори

- Західні болгарські говори (на захід від ятевої межі)
  - Північно-західні говори
  - Південно-західні говори

- Болгарські говори переселенців за межі болгарської мовної території
  - Болгарські говори в Україні, Молдові та інших територіях колишнього СРСР
  - Болгарські говори в Румунії
  - Болгарські говори в Малій Азії

## Покликання
- Болгарська діалектологія [Архівовано 27 травня 2010 у Wayback Machine.]